# Steirastoma meridionale
Steirastoma meridionale es una especie de escarabajo del género Steirastoma, familia Cerambycidae. Fue descrita científicamente por Aurivillius en 1909.
Se distribuye por Brasil. El período de vuelo de esta especie ocurre en todos los meses del año, excepto en julio.
La dieta de Steirastoma meridionale comprende plantas de la familia Bombacaceae, entre ellas, especies del género Bombax y Ceiba speciosa.